# 胡旭曦
胡旭曦（1953年—），湖南安化人，汉族，中华人民共和国政治人物、第十二届全国人民代表大会湖南地区代表，现任湖南省公安厅副厅长。
毕业于西南政法学院法律专业。加入中国共产党。2013年，担任全国人大代表。